# Tibellus insularis
Tibellus insularis är en spindelart som beskrevs av Willis J. Gertsch 1933. Tibellus insularis ingår i släktet Tibellus och familjen snabblöparspindlar.
Artens utbredningsområde är Kuba. Inga underarter finns listade i Catalogue of Life.